# Colonização portuguesa da América
A colonização Portuguesa da América constituiu o conjunto dos territórios do continente americano pertencentes à Coroa de Portugal. Atualmente, a América Portuguesa consiste em sua maior parte na atual República Federativa do Brasil, mas também pelas atuais províncias canadenses da Terra Nova e Labrador (tanto a ilha da Terra Nova quanto a região do Labrador ficaram sob o domínio português) e Nova Escócia, pelo país centro-americano de Barbados, pelo Uruguai e pelo departamento de ultramar francês da Guiana Francesa.

## América Portuguesa ou Luso-América

Impérios espanhol e português, 1790.

As expressões "América Portuguesa", "Luso-América", "América Lusitana", ou até mesmo "América Lusófona" atualmente, se referem às partes da América colonizadas por Portugueses. A união entre a América de origem colonial portuguesa e espanhola (a chamada América Hispânica), além dos territórios colonizados pelos franceses, forma o conjunto latino-americano de estados geopolíticos em oposição à parte colonizada por ingleses do continente, a América Anglo-Saxônica.[carece de fontes?]
O termo "Brasil" baseia-se no ciclo econômico e na mítica Ilha do Brasil, assim o conceito moderno de Brasil não necessariamente corresponde ao Brasil de outras épocas. Deve ser observado que a expressão "Brasil Colônia" é anacrônica e meramente indicativa do período histórico colonial. Durante este período, o Brasil nunca teve o título ou designação oficial de "colônia". Igualmente, nunca foram utilizadas outras designações hoje frequentemente utilizadas como referência do Brasil colonial, como "Principado do Brasil", "Vice-Reino do Brasil" ou "Vice-Reinado do Brasil". Durante o período colonial, o Brasil teve apenas duas designações oficiais: "Estado do Brasil" (1548, parte do) e "Reino do Brasil" (1815, região do Amazonas ao Prata), incorporando o Estado e seus sucessores.[carece de fontes?] Estas consideradas uma subdivisão administrativa do Reino Unido de Portugal, Brasil e, Algarves.
A expressão "América Portuguesa" inclui áreas que estiveram de fato sob domínio português, mesmo algumas que hoje não são parte do Brasil, como a Colônia do Sacramento. O domínio português de jure sobre o Barbados - território que nunca foi brasileiro- é um exemplo de área da América Portuguesa que não faz parte do Brasil. Áreas que anteriormente foram espanholas, como a Província del santa luzia, foram absorvidas pelo domínio português, e consequentemente, pelo Brasil.[carece de fontes?]

## Domínios portugueses

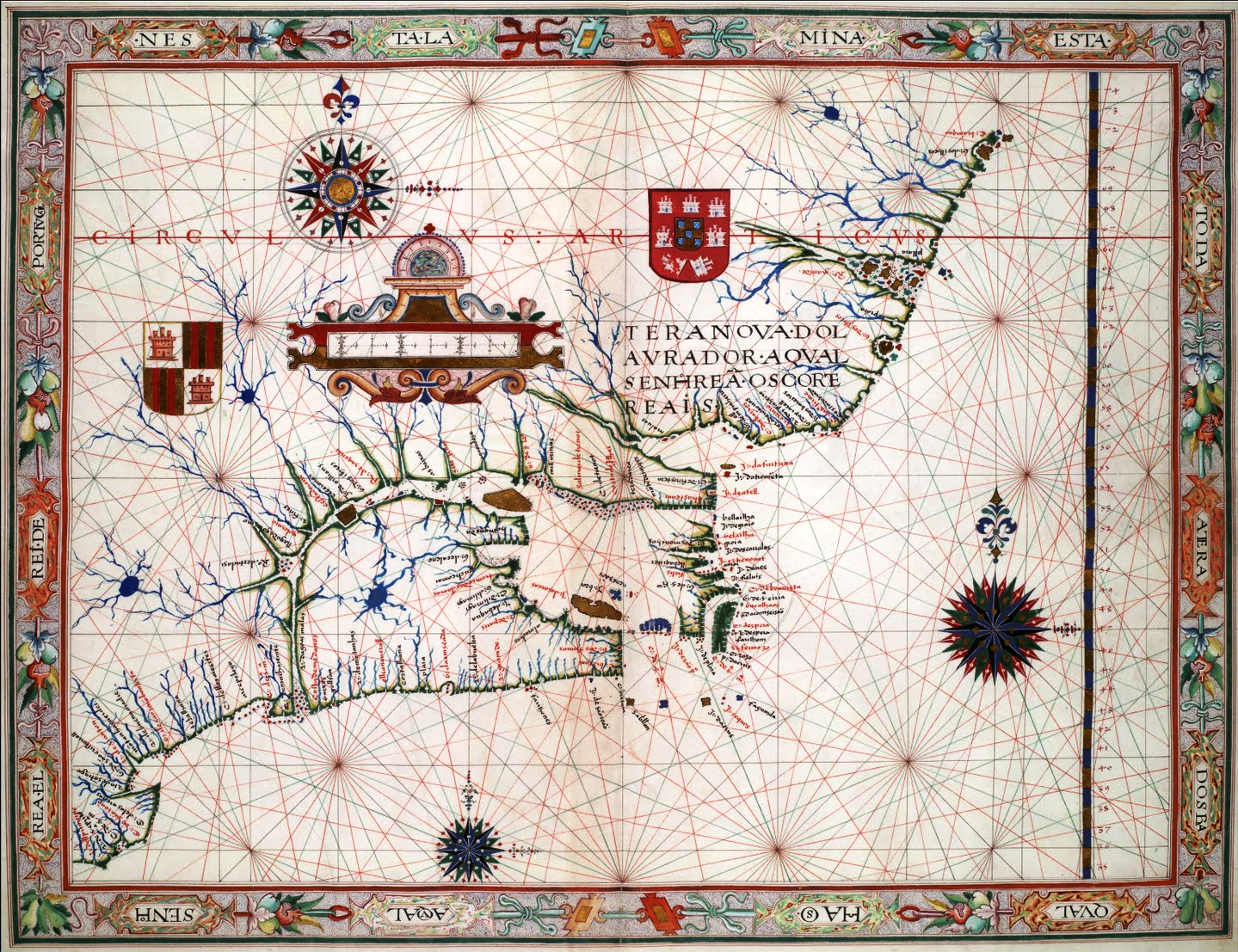
Mapa da costa leste do Canadá, feito por Fernão Vaz Dourado em 1570, onde se vê o escudo de Portugal e a inscrição: "Terra Nova do Lavrador, a qual senhoreã os Corte Reais"

Apesar de o Brasil ser o único país integralmente de colonização ibérica não hispânica do continente, existem mais aspectos em comum com seus vizinhos do que se poderia supor, como sua colonização, a exploração agrícola, industrial, e mineral e o uso de mão de obra escrava em algum momento histórico. Adicionalmente, a história dos países andinos e platinos sempre esteve estreitamente ligada à história brasileira, sem contar o fato de o Uruguai ter sido uma província do Brasil Imperial e também colônia portuguesa, e disputas de Portugal com a França sobre o domínio de terras como a Guiana Francesa. Também compuseram os domínios portugueses as atuais províncias canadense da Terra Nova e Labrador (tanto a ilha da Terra Nova quanto a região do Labrador ficaram sob o domínio português) e Nova Escócia e o país centro-americano de Barbados.[carece de fontes?]

## Colonização do Brasil

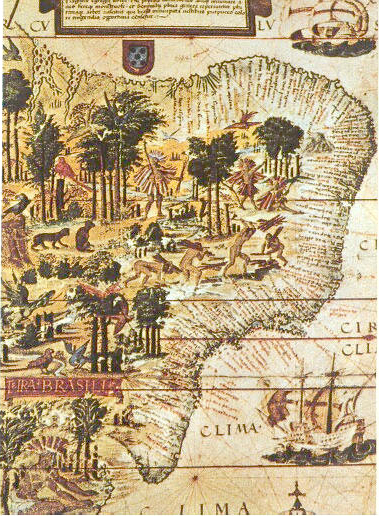
Detalhe do mapa "Terra Brasilis" (Atlas Miller, 1519), na Biblioteca Nacional de França

A colonização portuguesa da América é marcada pela criação das capitanias hereditárias. Em contraste a fragmentação das possessões espanholas vizinhas, as colônias portuguesas na América formaram uma unidade e integridade territorial linguística após a independência, dando origem ao maior país da região.[carece de fontes?]
Os termos "Brasil Colônia", "Brasil colonial" são categorias de análise historiográfica e se baseiam no Estado do Brasil, referindo-se às colônias portuguesas na América que formaram, em 1815, o Reino do Brasil. Durou do século XVI ao XIX, especificamente entre 1500 e 1815, tendo variações geográficas ao longo de seus quase 3 séculos de existência, como a existência do Estado do Maranhão, criado em 1621 a partir da repartição norte da América portuguesa, somente se unindo ao restante do Brasil em 1823.
Apesar das grandes diferenças regionais, manteve-se, no período colonial, a unidade linguística, tendo se formado, nessa época, o povo brasileiro, junção e miscigenação de europeus, africanos, Indígenas do Brasil, formando uma cultura autóctone característica.

#### Estado do Grão-Pará e Rio Negro e Estado do Maranhão e Piauí

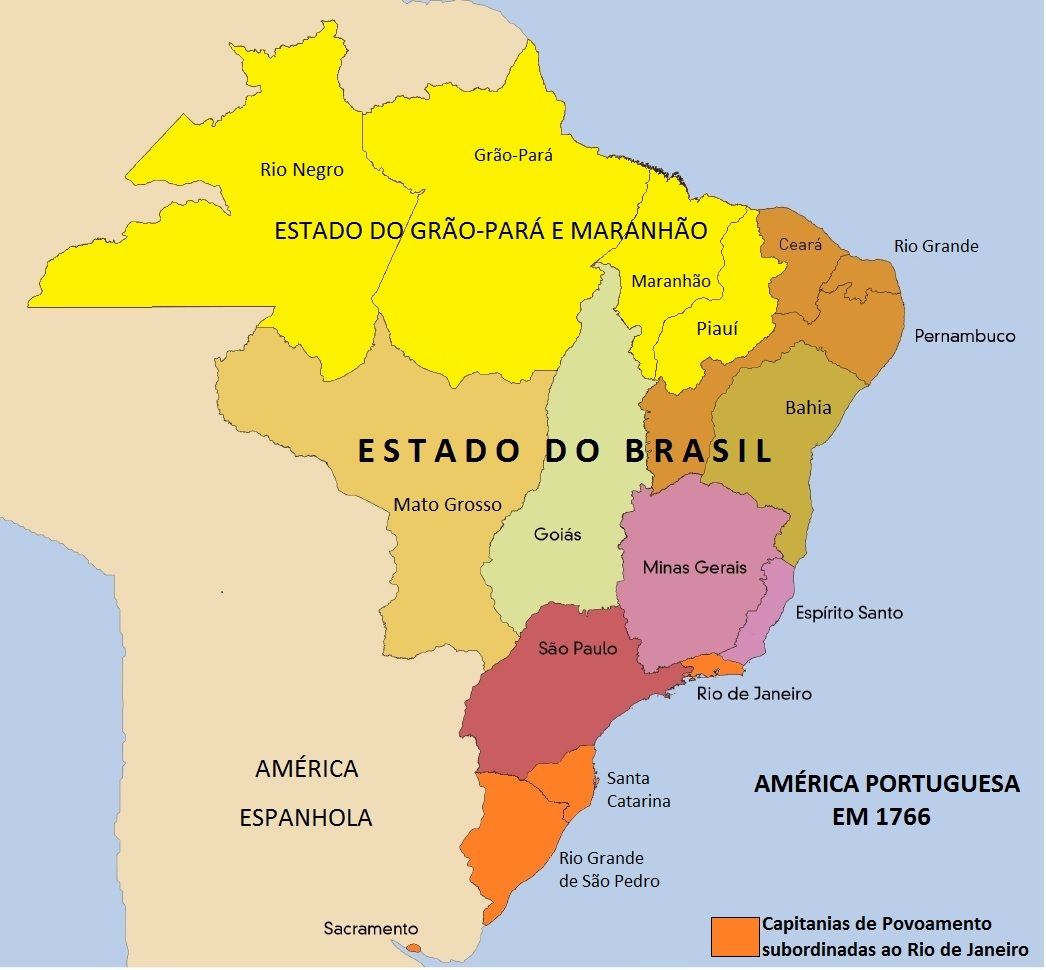
América Portuguesa, em 1766, com o Estado do Grão-Pará e Maranhão (em amarelo), o Estado do Brasil e a Colônia do Sacramento

As capitanias do norte faziam parte do Estado do Maranhão e Grão-Pará (1654-1751, posteriormente Estado do Grão-Pará e Maranhão, 1751-1772), composto por Maranhão, Grão-Pará, Piauí e, São José do Rio Negro. Nunca existiu um dispositivo jurídico português que levou a hipotética reunificação destes estados coloniais com o Estado do Brasil.  A historiografia contemporânea da Amazônia tem reiterado a desconexão entre Brasil e o Grão-Pará mesmo após a fuga da família real para o Rio de Janeiro em 1808 e após a fundação do Reino do Brasil, permanecendo Belém vinculada diretamente a Lisboa e praticamente desligada em vários aspectos do Rio de Janeiro. Os  Estados coloniais de Grão-Pará, Maranhão e Piauí permaneceram como colônias autônomas portuguesas na prática até 1823, quando foram anexados autoritariamente pelo Império do Brasil recém fundado
A primeira capitania do norte do Brasil foi a Capitania do Maranhão, criada em 1534 pelo rei D. João III e dividida em dois lotes que foram doados a João de Barros e Aires da Cunha (primeiro lote) e a Fernando Álvares de Andrade (segundo lote). Os três donatários armaram uma frota de dez navios e partiram para o Maranhão em 1535. A maior parte da frota se perdeu em uma tempestade e só um pequeno grupo conseguiu desembarcar no Maranhão, onde acabaram por serem expulsos por índios Tupi aliados de contrabandistas franceses. Devido ao prejuízo da primeira expedição os donatários só conseguiram reunir dinheiro para tentar de novo em 1554 e mais uma vez foram expulsos pelos nativos.
Devido a esses incidentes a colonização portuguesa no norte do Brasil só se iniciaria no século XVII, com as capitanias sendo administradas diretamente pela Coroa (Capitanias Reais). Em 1615 os portugueses conquistam São Luis do Maranhão (que foi fundada em 1612 por colonos franceses) e em 1616 é fundado o povoado de Feliz Luzitânia (atual Belém) na recém criada Capitania do Pará. Em 1669 foi fundado o Forte de São José da Barra do Rio Negro, na área onde hoje fica Manaus, em 1718 foi criada a Capitania do Piauí, desmembrada da Capitania do Maranhão e em 1755 foi criada a Capitania de São José do Rio Negro, desmembrada da Capitania do Pará, abrangendo territórios atualmente equivalentes aos estados do Amazonas e de Roraima. 
Durante o período em que Portugal esteve unido à Espanha, na União Ibérica (1580-1640), colonos portugueses foram avançando sobre terras da América Espanhola até conquistarem quase toda a região amazônica (que até então era abitada apenas por tribos indígenas). Essas conquistas portuguesas foram oficialmente reconhecidas pela Espanha em 1750 no Tratado de Madri.
A economia das capitanias do norte (Estado do Grão-Pará e Rio Negro e Estado do Maranhão e Piauí) caracterizou-se pelo extrativismo de produtos amazônicos e também pela produção de algodão, arroz, seda e açúcar. Em 1755 é criada a Companhia Geral de Comércio do Grão-Pará e Maranhão e em 1767 o Maranhão começa a exportar arroz para Portugal com 285 arrobas.

#### Estado do Brasil
A economia das capitanias deste estado colonial localizadas nas atuais regiões Nordeste, Sudeste e Centro-Oeste do Brasil caracterizou-se pelo tripé monocultura, latifúndio e mão de obra escrava. As capitanias desse grupo foram as que mais prosperaram, destacando-se as capitanias de Nova Lusitânia (Pernambuco) e São Vicente (atual São Paulo). Maranhão e Piauí não integravam o Estado do Brasil, com todo o restante do Nordeste, Sudeste, Centro-Oeste e Sul brasileiros atuais integrando este estado colonial.
A ocupação portuguesa do sul do Brasil caracterizou-se pela Colonização de Povoamento e iniciou-se em 1680, com a fundação da Colônia do Santíssimo Sacramento.
Devido à enorme distancia entre a Colônia do Sacramento e o povoado brasileiro mais próximo, que era Laguna (na época pertencente a São Paulo), a coroa portuguesa viu a necessidade de povoar todo esse território para evitar a sua ocupação pelos espanhóis e o consequente isolamento da Colônia do Sacramento. Assim foram criadas as capitanias de Rio Grande de São Pedro (1736) e Santa Catarina (1738), que inicialmente estavam subordinadas à capitania do Rio de Janeiro.
A natureza econômica da região Sul se definiu na economia de subsistência (ligada ao mercado nacional, mas isolada dos interesses exportadores), baseada sobretudo na produção de trigo e na colonização açoriana.